# Шрити Джа
Шрити Джа е индийска актриса. Известна с многостранността си в редица жанрове – романтични комедии, криминални драми и други. Носителка е на няколко отличия, включително две награди ITA и три награди Indian Telly.  
Джа прави своя актьорски дебют през 2007 г. с тийнейджърската драма Dhoom Machaao Dhoom, играейки Малини Шарма.

## Ранен живот и образование
Джа е родена на 26 февруари 1986 г. в Бегусарай, Бихар. Десет години живее със семейството си в Колката, след което се местят в Катманду, Непал. Впоследствие се местят в Ню Делхи, където тя продължава обучението си в държавното училище „Лакшман“. Завършва бакалавърска степен по английски език в колежа „Шри Венкатешвара“ в Ню Делхи. Има по-голяма сестра, Минакши, и по-малък брат, Шашанк.